# كوهري سلطان
کوهري سلطان هي أميرة عثمانية وابنة الشاهزاده محمد سيف الدين بن عبد العزيز. وُلدت في 30 نوفمبر 1904 في إسطنبول، وتوفيت في 10 ديسمبر 1980 في إسطنبول.